# The Lion and the Rose
«The Lion and the Rose» (El Lleó i la Rosa) és el segon episodi de la quarta temporada, el 32è del total, de la sèrie televisiva Game of Thrones de la productora nord-americana HBO. L'episodi fou escrit per George R. R. Martin, l'autor de Cançó de gel i de foc una sèrie de novel·les que són l'origen d'aquesta adaptació televisiva. El va dirigir Alex Graves. S'estrenà el 13 d'abril del 2014
El títol es refereix als emblemes de les cases Lannister i Tyrell, respectivament, i està centrat en l'esperada boda reial de Joffrey Baratheon (Jack Gleeson) amb Margaery Tyrell (Natalie Dormer).

## Argument

### Al Fort del Terror
Ramsay Neu (Iwan Rheon) gaudeix al bosc caçant sàdicament a una nena, acompanyat del seu servent, Pudent (abans conegut com a Theon Greyjoy) (Alfie Allen), i Myranda (Charlotte Hope). Quan el pare de Ramsay, Roose Bolton (Michael McElhatton) arriba al Fort del Terror, demana veure a Pudent i castiga a Ramsay per haver-lo mutilat i torturat. Roose vol negociar amb els fills del ferro i intercanviar el Pudent per la Fossa Cailin, una fortificació que li impedeix tornar al nord. Ramsay, per demostrar el seu control sobre Pudent, es deixa afaitar la cara. Roose li demana si va matar als germans Bran i Rickon Stark i li respon que es va equivocar cremant dos nois d'una granja veïna. Roose ordena a Locke (Noah Taylor) que busqui i mati a Bran i Rickon, ja que suposen una amenaça pel seu nou càrrec de guardià del nord. Roose envia a Ramsay, juntament amb Pudent, a la Fossa Cailin amb instruccions de capturar-la. Com a recompensa, Rosse legitimarà el bastard i el convertirà en un veritable Bolton.

### Al voltant del Mur
Al nord de la Mur, Bran (Isaac Hempstead-Wright), usant les seves habilitats com a llop fer, mata un cérvol. Despertat per Hodor (Kristian Nairn), Jojen (Thomas Brodie Sangster) i Meera (Ellie Kendrick) li recorden que cal utilitzar les habilitats de llop fer amb moderació, ja que passar massa temps dins el cos d'Estiu el pot allunyar del seu costat humà. Després d'aturar-se davant d'un arbre del cor, Bran obté una visió del corb de tres ulls que l'insta a continuar el seu viatge cap al nord. Bran li diu als seus companys que ara sap on han d'anar.

### A Rocadrac
A la nit, Melisandre (Carice van Houten) demana a Stannis Baratheon (Stephen Dillane) que cremi diverses persones a la foguera, incloent-hi el germà de lady Selyse (Tara Fitzgerald), en homenatge al Senyor de la Llum. Després del sopar, Melisandre parla amb Shireen Baratheon (Kerry Ingram), la filla de Selyse i Stannis, sobre el Senyor de la Llum, i com els Set Déus són una mentida.

### A Port Reial
Mentre esmorzen, Jaime (Nikolaj Coster-Waldau) expressa a Tyrion (Peter Dinklage) la seva vergonya per haver perdut la mà dreta, la mà de l'espasa. Tyrion l'anima a entrenar l'esquerre i li organitza classes secretes amb en Bronn (Jerome Flynn). Més tard, Lord Varis (Conleth Hill) li diu a Tyrion que la reina sap que es veu amb Shae (Sibel Kekilli) i que aviat li ho dira al seu pare Twyn (Charles Dance). Lord Mace Tyrell (Roger Ashton-Griffiths) regala al rei una gran copa d'or, Tyrion el llibre "La vida dels quatre reis" i Tywin la segona espasa d'acer valyrià. El rei Joffrey (Jack Gleeson) la prova i destrossa fàcilment el llibre que li havia regalat el seu oncle. Ja al seu depatx, Tyrion intena convèncer a Shae que, per la seva seguretat, marxi de Port Reial i s'instal·li a Pentos, on no li faltarà de res.
Després de la cerimònia nupcial, Tywin i Lady Olenna (Diana Rigg) parlen de negocis i del deute de la corona amb el Banc de Ferro de Braavos. Mentrestant, Bronn assegura a Tyrion que Shae ja s'ha embarcat i ja es troba rumb a Pentos. Jaime li comenta a Ser Loras Tyrell (Finn Jones) que si es casa amb Cersei (Lena Headey) aquesta, probablement, el matarà mentre dormi. Per la seva banda Cersei acusa a Brienne de Tarth (Gwendoline Christie) d'estar enamorada de Jaime. Tywin i Cersei discuteixen amb el príncep Oberyn (Pedro Pascal) i amb la seva amant Ellaria Sand (Indira Varma) que els recorden que la princesa Myrcella es troba a Dorne molt ben protegida. Aleshores comença un espectacle còmic a càrrec de cinc nans que representen l'obra "La guerra dels cinc reis". A Tyrion no li fa gens de gràcia i no accepta participar-hi tot i haver-li demanant el mateix rei. Aquest s'enfada i li aboca una copa de vi per sobre ordenant-li que, a partir d'ara, sigui el seu coper.
Per aturar a Joffrey, que continuava menyspreant al seu oncle Tyrion, Lady Margaery (Natalie Dormer) anuncia l'arribada del gran pastís nupcial. Joffrey, que continua menjant i bevent el vi que li serveix Tyrion, comença a tossir i a ennuagar-se. Això crida l'atenció de tots els presents que veuen com el rei presenta símptomes d'ofec. Enmig del desconcert, Dontos (Tony Way) demana a Sansa (Sophie Turner) que aprofiti la confusió per fugir. El rei cau a terra i tothom comença a pensar que ha estat enverinat. Abans de morir assenyala amb el seu dit acusador a Tyrion que immediatament és arrestat i acusat d'assassinat per la seva pròpia germana Cersei.

## Producció
L'episodi fou escrit per George R. R. Martin, autor de les novel·les que conformen Cançó de gel i de foc, la seva única contribució escrita a la sèrie durant aquesta temporada.

## Càsting
L'episodi marca l'aparició final de Jack Gleeson (Joffrey Baratheon) a la sèrie, Amb aquest capítol, Iwan Rheon (Ramsay Neu) és promogut a intèrpret regular.
El grup islandès de post-rock Sigur Rós interpreta a un grup de músics que amenitzen el casament abans de ser expulsats per Joffrey.
Emilia Clarke (Daenerys Targaryen), Kit Harington (Jon Snow), Aidan Gillen (Petyr Baelish), Iain Glen (Jorah Mormont), Rose Leslie (Ygritte), John Bradley (Sam Tarly), Kristofer Hivju (Tormund Giantsbane), Maisie Williams (Arya Stark) i Rory McCann (The Hound) no estan acreditats en aquest episodi i no apareixen. Contràriament als anteriors comunicats de premsa, Michael McElhatton (Roose Bolton) va quedar acreditat únicament com una estrella convidada en l'episodi.